# コリン・クルック
もしかして
- コリン・クルックス

ではありませんか？